# Hermann Bondi
Sir Hermann Bondi KCB (* 1. November 1919 in Wien; † 10. September 2005 in Cambridge) war ein britischer Mathematiker und Kosmologe österreichischer Abstammung.

## Leben und Wirken
Hermann Bondi wurde in Wien als Sohn des Herzspezialisten Samuel Bondi geboren und besuchte ein Realgymnasium in Wien. Bondi studierte ab 1937 am Trinity College der Universität Cambridge. 1940 war er Senior Wrangler in den Tripos-Prüfungen. Während des Zweiten Weltkrieges wurde er 1940 in Kanada interniert, wo er Thomas Gold kennenlernte, mit dem ihn darauf eine lebenslange Freundschaft verband. Nach der Rückkehr aus Kanada 1942 arbeitete er für die britische Admiralität; er arbeitete zusammen mit Fred Hoyle an der Verbesserung der Radartechnik. Zusammen mit Hoyle und Gold formulierte Bondi 1948 die Steady-State-Theorie.
Bondi unterrichtete von 1945 bis 1948 als Assistant Lecturer, von 1948 bis 1954 als University Lecturer Mathematik an der Universität Cambridge; von 1954 bis 1971 war er Professor für Mathematik. Danach war er von 1971 bis zu seiner Emeritierung im Jahre 1985 Titularprofessor am King’s College in London. Von 1983 bis 1990 war Bondi Master des Churchill College in Cambridge, von 1990 bis 2005 war er dort Fellow.
Im Laufe seines Lebens erreichten ihn viele Berufungen, unter anderem als Generaldirektor der European Space Research Organisation (1967–1971), Chefwissenschaftler am britischen Verteidigungsministerium (1971–1977) sowie am Department of Energy (1977–1980); von 1980 bis 1984 war er Vorsitzender des Natural Environment Research Council (NERC).
Bondi schrieb einige populärwissenschaftliche Bücher, unter anderem eine Einführung in die Relativitätstheorie, die konsequent auf Raum-Zeit-Diagramme zur Erklärung setzt.
Bondi, ursprünglich Mathematiker, befasste sich auch zusammen mit Kathleen Ollerenshaw mit Magischen Quadraten – sie zeigten 1982 die Vollständigkeit der Aufzählung der Magischen Quadrate der Ordnung 4 von Bernard Frénicle de Bessy.
Bondi heiratete 1947 Christine Stockman, die er kennenlernte, als sie bei Hoyle als astrophysikalische Forschungsstudentin arbeitete.

## Auszeichnungen und Ehrenämter
1959 wurde Bondi als Mitglied („Fellow“) in die Royal Society aufgenommen. 1973 erhielt er den Bathorden zweiter Klasse (Knight Commander, abgekürzt KCB) des Order of the Bath.
Bondi übte bei mehreren Wissensgesellschaften das Amt des Präsidenten aus:
- 1981–1985: Präsident der British Association of Science Writers
- 1981–1997: Präsident der Society for Research into Higher Education
- 1985–1987: Präsident der Hydrographic Society
- 1982–1990: Präsident der British Humanist Association
- Ab 1982: Präsident der Rationalist Press Association

Die Universitäten in Sussex, Bath, Surrey, York, Southampton, Salford, Birmingham, St Andrews, Portsmouth und Wien verliehen ihm eine Ehrendoktorwürde. Weitere Auszeichnungen:
- 1983 Albert-Einstein-Medaille
- 1997 Österreichisches Ehrenzeichen für Wissenschaft und Kunst
- 2001 Goldmedaille der Royal Astronomical Society
- 2007 Namensgeber für den Asteroiden (8818) Hermannbondi[2]

## Schriften
- Universe at large. Anchor Books, 1960
- Cosmology. Cambridge University Press, 1952, 1961 (Neuauflage bei Dover), 2010 (weitere Neuauflage bei Dover)
- Mythen und Annahmen in der Physik. Vandenhoeck & Ruprecht, 1971 (Neuauflage 1998) (englisches Original: Assumption and Myth in Physical Theory, Cambridge University Press 1967)
- Einsteins Einmaleins – Einführung in die Relativitätstheorie. Fischer TB, 1974, TR Verlagsunion, 1984 (englisches Original: Relativity and common sense, a new approach to Einstein, Anchor Books 1964)
- Science, Churchill and me. Pergamon Press, Oxford 1990 (Autobiographie)
- Spherically symmetric models in General Relativity. Monthly Notices Roy. Astron. Soc., Band 107, 1947, S. 410